# Lijst van spelers van JK Kalev Tallinn
Deze lijst omvat voetballers die bij de Estische voetbalclub JK Kalev Tallinn spelen of gespeeld hebben. De spelers zijn alfabetisch gerangschikt.

## A
- Andrei Afanasov
- Priidu Ahven
- Kassim Aidara
- Rejal Alijev
- Renee Annuk
- Pavel Apalinski
- Anton Aristov
- Ionel Armean

## B
- Johannes Brenner

## D
- Aleksei Demutski

## E
- Tengiz Eteria

## F
- Ken Fujita

## G
- Aleksander Gerassimov-Kalvet
- Paul Gross

## H
- Janno Hermanson
- Rimo Hunt

## J
- Kert Jõeäär
- Deniss Jogiste
- Ernst-Aleksandr Joll

## K
- Harald Kaarman
- Elbasan Kabashi
- Risto Kägo
- Marek Kahr
- Elmar Kaljot
- Marek Kaljumäe
- Mart Kaljuste
- Aleksandr Karpõtšev
- Siim Kärson
- Martin Kase
- Paul Kask
- Vahur Kiis
- Herbert Kipp
- Dmitri Kirilov
- Sergei Kobjakov
- Anti Kõlu
- Heinrich Koort
- Margus Korju
- Daniil Koroljov
- Igor Koroljov
- Christian Kõrtsmik
- Vladimir Kozorkov
- Reino Kranberg
- Johannes Kukebal
- Aleksandr Kulikov
- Felix Kull
- Henri Külm
- Aleksandr Kuslap

## L
- August Lass
- Johannes Lello
- Mati Lember
- Ralf Liivar
- Anatoli Lossanov
- Kevin Lutsokert

## M
- Rameš Mamedov
- Arnold Matiisen
- Artur Maurer
- Hiroyuki Mitsuyama
- Mikk-Mario Mõistlik
- Priit Murumets

## N
- Mart-Mattis Niinepuu
- Johannes Niks
- Mait Nõmme
- Raivo Nõmmik
- Bernhard Nooni
- Martin Normann

## O
- Reimo Oja
- Ervin Ollik
- Grigori Ošomkov

## P
- Maksim Paponov
- Egon Parbo
- Arnold Pihlak
- Voldemar Piperal
- Raimond Pöder
- Artur Prunn

## R
- Helmuth Räästas
- Alfred Ratnik
- Daniil Ratnikov
- Karl Ree
- Sander Reelo
- Stiven Raider
- Voldemar Röks
- Heino Römmer
- Magnus Rosen

## S
- Kaimar Saag
- Andrei Šadrin
- Vadim Samulin
- Aleksei Savitski
- Indrek Siska
- Edwin Stüf
- Ervin Stüf
- Kristjan Suurjärv

## T
- Rene Teino
- Konstantin Televinov
- Juri Tiismann
- Tiit Tikenberg
- Andrei Timofejev
- Stanislav Tokarev
- Rasmus Tomson
- Vladimir Tselnokov
- Vladislav Tšurilkin

## U
- Ivars Ungurs
- Andrei Usmanov

## V
- Vahur Vahtramäe
- Georg Vain
- Richard Valdov
- Hugo Väli
- Karl Vallner
- Jesper Veber
- Ralf Veidemann
- Taavi Viikna

## W
- Sean Whalen